# Aussie Games
Aussie Games è un videogioco sportivo multievento, con discipline scherzose ambientate in Australia (in inglese Aussie è un diminutivo di Australian), pubblicato nel tardo 1989 per Commodore 64 dalla Mindscape.
Nel 1990 la U.S. Gold, per il mercato europeo, fece sviluppare conversioni per Amstrad CPC e ZX Spectrum e una versione per Commodore 64 con introduzione differente, adottando il titolo Australian Games sulle confezioni; tuttavia  queste versioni sembrano essere uscite soltanto in Spagna, edite dalla Erbe Software.
La Mindscape prospettò anche versioni per Amiga e PC, mai realizzate.

## Modalità di gioco
Sono giocabili sei eventi, ambientati in altrettanti luoghi dell'Australia, in alcuni casi riconoscibili sullo sfondo. Spesso compaiono decorazioni animate più o meno comiche. Possono partecipare uno o più giocatori, ma solo in alcuni eventi della versione Commodore 64 possono gareggiare in simultanea, altrimenti si alternano. Si può affrontare un evento a scelta oppure l'Aussie Safari che li comprende tutti in ordine prestabilito.
Gli eventi, con i rispettivi luoghi di ambientazione (indicati nel manuale statunitense e, nelle versioni su disco, anche su una cartina a video), sono i seguenti:
- Belly Whack (Sydney) - Un tuffo nella baia, che dev'essere intenzionalmente una "spanciata" schizzando più acqua possibile. Il grasso tuffatore deve prima caricarsi di fiato con respiri controllati dal giocatore. Entro un tempo limite bisogna tuffarsi e poi mantenere la posizione orizzontale in volo. La visuale è di lato, ma diventa brevemente dall'alto durante la discesa. Tre animali fanno da giudici sul tuffo.
- Beach Footy (Melbourne) - Calcio alla palla ovale su una spiaggia estiva. Un personaggio deve calciare la palla più lontano possibile su uno scenario a scorrimento orizzontale e un altro personaggio deve afferrarla. Forza e precisione del tiro si regolano entrambe con un indicatore a barra che si sposta rapidamente; per due volte bisogna cercare di fermare l'indicatore al volo nel punto giusto. Lungo la spiaggia, altre due persone della squadra avversaria cercano di intercettare la palla; nella versione Commodore 64 due giocatori possono affrontarsi in simultanea controllando le due squadre. I ricevitori possono spostarsi avanti e indietro e afferrare in alto o in basso. Lo scorrimento segue la palla, ma una minimappa indica le posizioni dei personaggi fuori schermo.
- Boomerang (il bush) - Lancio del boomerang. Un aborigeno visto di spalle deve sia lanciare, con un sistema di controllo simile al Beach Footy, sia riprendere il boomerang al suo ritorno. Mentre è in volo si può far ruotare la visuale per seguirlo. Infine per afferrarlo può essere necessario saltare o abbassarsi.
- Dry River Race (Ayers Rock) - Un uomo e una donna che sorreggono insieme una barca sopra le loro teste devono affrontare una corsa a ostacoli nel deserto, nel letto di un fiume asciutto, a scorrimento orizzontale. Si prende velocità con movimenti oscillatori dei controlli e si salta per evitare vari ostacoli naturali. Lo schermo è diviso a metà e in basso gareggia simultaneamente una seconda coppia controllata dal computer; nella versione Commodore 64 può anche essere controllata da un secondo giocatore.
- Beer Shoot (Territorio del Nord) - Un personaggio visto di spalle sta sul retro di un fuoristrada in movimento e deve colpire a fucilate le bottiglie di birra vuote lanciate in aria all'indietro dalle due persone sedute davanti. Si controlla un mirino, mentre il fuoristrada è controllato dal computer. Le curve effettuate dal veicolo causano ulteriori difficoltà di mira. Passano anche degli uccelli, ma colpirli non dà bonus. Nella versione Commodore 64 possono partecipare due giocatori in simultanea, con due personaggi sul fuoristrada e due mirini.
- Marlin Fishing (Cairns) - Pesca al marlin da una barca ferma. Il personaggio è visto di spalle su una scena di mare al tramonto. La pinna che emerge dall'acqua indica la posizione del pesce. Il giocatore deve cercare di lanciare l'amo nelle sue vicinanze sperando che abbocchi, e quindi tirarlo a bordo con cautela per evitare che la lenza si spezzi. Per lanciare si scelgono prima direzione generale e spessore della lenza, poi si regolano gittata e direzione precisa con un sistema di controllo simile al Beach Footy.

## Colonna sonora
Le musiche di sottofondo durante gli eventi includono brani classici australiani come Waltzing Matilda e Botany Bay.

## Accoglienza
Aussie Games per Commodore 64 fu molto apprezzato dalle riviste statunitensi Run (voto A-) e Compute!'s Gazette. Secondo quest'ultima il gioco era eccitante e frenetico, e la grafica vivace e spesso divertente, specialmente nell'evento Belly Whack.
Secondo la rivista ungherese 576 Kbyte, con la sua grafica eccellente, il gioco prometteva un buon divertimento per i più giovani, anche se non ci sono idee davvero nuove.
Una rara recensione della versione ZX Spectrum fu pubblicata da MicroHobby, che apprezzava la realizzazione tecnica e l'ambientazione, sebbene l'azione di gioco sia un po' limitata (voto 79%).